# فم‌الحوت بی

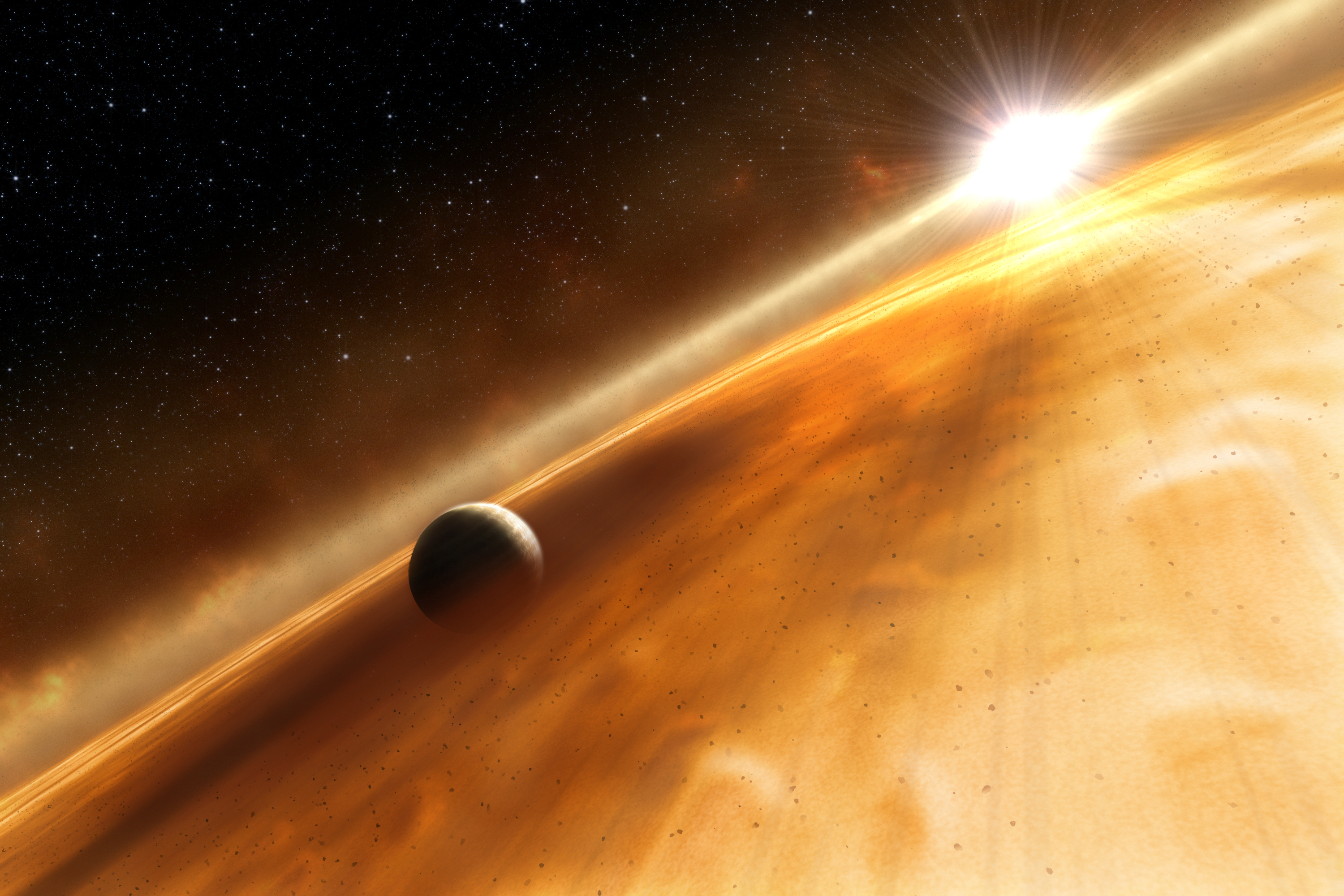
تصویری از فم‌الحوت بی در مدار ستاره خود

فم‌الحوت بی یک سیاره فراخورشیدی با فاصله ۲۵ سال نوری از زمین که به دور ستاره فم الحوت در حال گردش است (این ستاره در صورت فلکی ماهی جنوبی است). این سیاره در سال ۲۰۰۸ و توسط تلسکوپ فضایی هابل و به‌طور تصویربرداری مستقیم کشف شد. این نوع کشف نخستین بار در نوع خود است.

## کشف
این سیاره با ستاره خود ۱۱۵ واحد نجومی فاصله دارد، که ۱۸ واحد نجومی درونی‌تر از لبه دیسک دبریس است. و اولین نوع کشف در نوع خودش است که از طرق بررسی نور مرئی کشف شد.

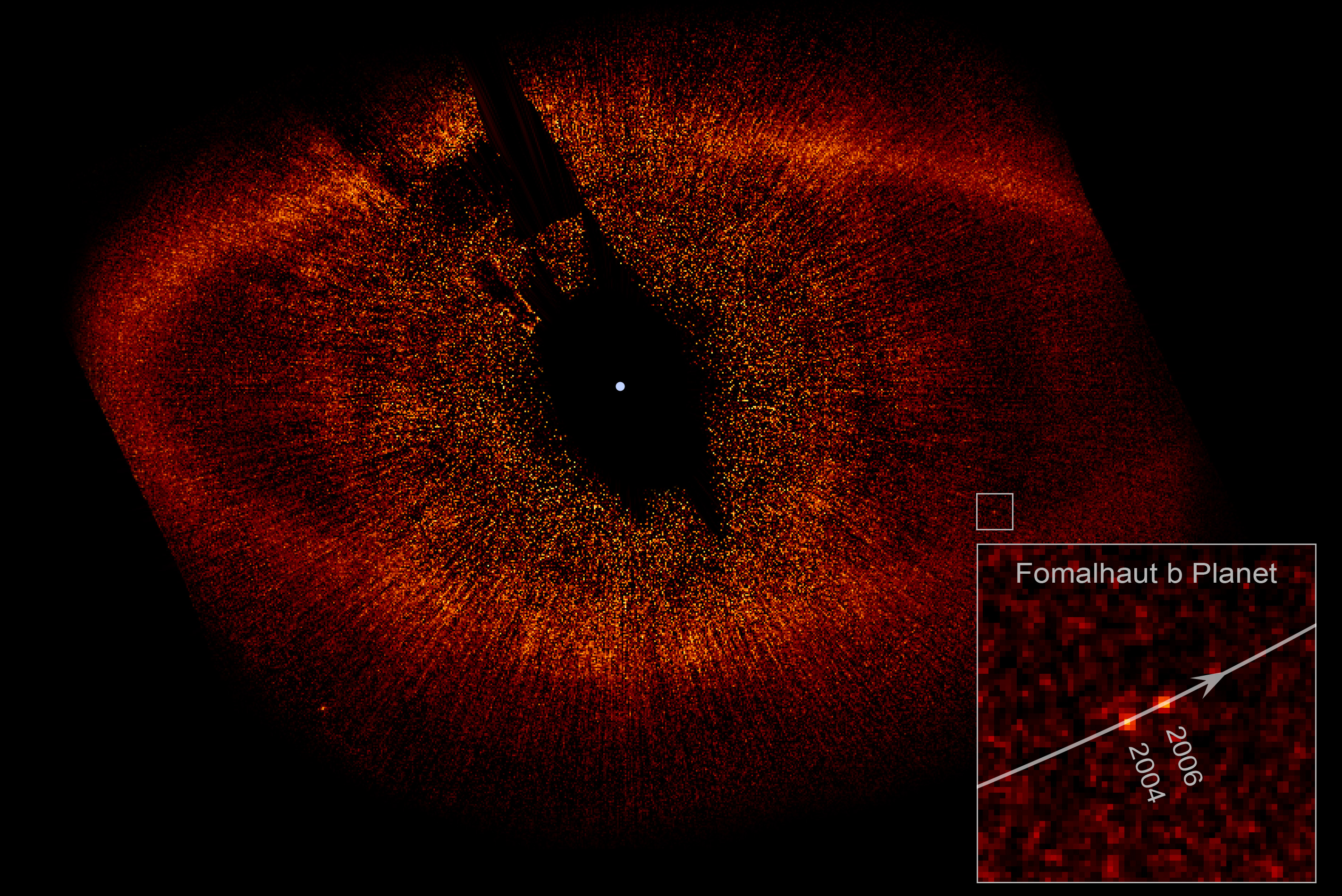
تفاوت مکان فم‌الحوت بی بین سال‌ها ۲۰۰۶ و ۲۰۰۸.